# Malwina Bakalarz
Malwina Bakalarz, właściwie Trzcińska-Bakalarz (ur. 10 września 1987 w Warszawie) – polska blogerka, youtuberka i autorka książek. Popularność przyniósł jej blog parentingowy Bakusiowo.pl, który prowadzi od listopada 2013 roku oraz humorystyczny kanał na YouTube – Baku Family
Jedna z cenionych polskich influencerek internetowych. Jej media społecznościowe obserwuje blisko pół miliona kobiet.

## Życiorys
Urodziła się 10 września 1987 roku w Warszawie. Wychowywała się na Lubelszczyźnie, w Rykach, gdzie, jak pisze w książce „Jak zmieniłam życie w rok”, przed ukończeniem liceum podjęła pierwszą pracę w pizzerii. Od dziecka śpiewała w chórze kościelnym, kierowanym przez Romana Zarzyckiego.
Bakalarz jest absolwentką Dziennikarstwa i Public Relations na Uniwersytecie Warszawskim. Podyplomowo studiowała na kierunku Handel Zagraniczny w Szkole Głównej Handlowej.
Podczas studiów pracowała w warszawskich klubach jako barmanka. W 2011 roku rozpoczęła pracę w jednej ze spółek akcyjnych z branży spożywczej. Tam też poznała swojego przyszłego męża – Macieja Bakalarza; mają troje dzieci: Mateusza (2013) i Milenę (2018) i Mikołaja (2022).

## Kariera
W listopadzie 2013 założyła blog Bakusiowo.pl.
W 2014 blog zdobył największą liczbę głosów czytelników, podczas konkursu Blog Roku, w kategorii "parenting".
W 2015 według zestawienia Press Service, Bakusiowo.pl było najczęściej pojawiającym się w mediach tradycyjnych blogiem parentingowym.
W kwietniu 2018 wydała książkę „Jak zmieniłam życie w rok : tylko trzy kroki dzielą Cię od szczęścia - zrób je ze mną!”.
W grudniu 2018 wydała kolejną książkę – bajkę dla dzieci „Tima szuka przyjaciół”.
W marcu 2019 na kanale YouTube – Baku Family  opublikowała, pierwszą z cyklu, parodię piosenki Pawła Domagały „Weź nie pytaj – parodia matki”, która została okrzyknięta przez internautki i media hymnem matek. Cover wygenerował w ciągu dwóch tygodni 7 milionów odtworzeń.

## Publikacje książkowe
- Jak zmieniłam życie w rok Edipresse Polska Warszawa 2018 ISBN 978-83-8117-311-7
- Tima szuka przyjaciół (2018)